# Show Champion
Show Champion er et sydkoreansk musik-tv-program, der udsendes live af MBC M hver onsdag i Bitmaru Broadcasting Center i Ilsan.